# Мицелін (Каліський повіт)
Мицелін (пол. Mycielin) — село в Польщі, у гміні Мицелін Каліського повіту Великопольського воєводства.
Населення — 469 осіб (2011).
У 1975-1998 роках село належало до Каліського воєводства.

## Демографія
Демографічна структура станом на 31 березня 2011 року:
|          | Загалом | Допрацездатний вік | Працездатний вік | Постпрацездатний вік |
| -------- | ------- | ------------------ | ---------------- | -------------------- |
| Чоловіки | 240     | 54                 | 164              | 22                   |
| Жінки    | 229     | 36                 | 143              | 50                   |
| Разом    | 469     | 90                 | 307              | 72                   |